# Trnjaci (Bijeljina, BiH)
Trnjaci su naseljeno mjesto u sastavu Grada Bijeljine, Republika Srpska, BiH.

## Polozaj
Selo Trnaci smješteno je između sela: Međaša na istocnij strani,Balatuna na sjeveru, Brocu na sjeverozapadu, Dazdarevo na zapadu i delom Dvorova i Krive Bare na jugu sela. 
Ako se baci pogled na položaj Trnjaka u opstinskom prostoru, onda je uočljivo da se selo nalazi na sjeveru u odnosu na sjedište opstine Bijeljine i udaljeno je od grada od 9 do 15km. Od reke Drine udaljeno je oko 5km, a od reke Save oko 6km. Prvr kuće počinju na 9km od Bijeljine uglavnom su smejštene duž asfaltnog puta, koji se od Kuzmina odvaja za Bijeljinu prema Tuzli i Sarajevu. 

## Ime sela
Prema pričanju najstarijih mjestana sela Trnjaci, može se predpostaviti da naziv ovoga sela počinje od prvih naseljenika, koji su se doselili u ove krajeve. Dali su mu ime Trnjaci prema onome što se zadesilo na površini ovog zemljišta, trnje-trnjage. Otuda se naselje zove Trnjaci, a na severu postoji i mali zaseok Trnjage .

## Zaseoci
Selo ima ove zaseoke:
-Kalabići
-Dobra voda
-Gornji Trnjaci
-Jovičevići
-Jagodići
-Ošapovići
-Čeliči
-Popadiči

## Stanovništvo
| Trnjaci            |              |              |              |
| godina popisa      | 1991.        | 1981.        | 1971.        |
| Srbi               | 618 (96,71%) | 529 (83,70%) | 687 (99,27%) |
| Muslimani          | 1 (0,15%)    | 1 (0,15%)    | 1 (0,14%)    |
| Hrvati             | 1 (0,15%)    | 2 (0,31%)    | 1 (0,14%)    |
| Jugoslaveni        | 13 (2,03%)   | 46 (7,27%)   | 1 (0,14%)    |
| ostali i nepoznato | 6 (0,93%)    | 54 (8,54%)   | 2 (0,28%)    |
| ukupno             | 639          | 632          | 692          |